# Агенция Франс Прес
Агенция Франс Прес (на френски: Agence France-Presse; съкратено: AFP) е частна френска информационна агенция, основана от Шарл Луи Хавас през 1835 г. в Париж. Тя е най-старата в света и една от трите най-големи в този бранш, заедно с американската Асошиейтед Прес и британската Ройтерс.
Седалището на Франс Прес е в Париж, като агенцията разполага със свои регионални центрове във Вашингтон, Хонконг, Никозия и Монтевидео, както и с бюра в 110 държави. Езиците на които агенцията предава своите новини са френски, английски, арабски, испански, немски, португалски.